# 독일 첨단기술전략 2020
독일 첨단기술전략 2020, 또는 하이테크전략 2020 (High-tech Strategy 2020 for Germany - HTS 2020)은 2006년 정부, 연구원, 산업계 전문가들의 참여 아래 범정부 차원에서 수립한 첨단기술전략 06 (High-tech Strategy for Germany)을 2009년에 수정·보완한 국가 과학기술육성 전략이다. 독일연방정부는 연방교육연구부(BMBF) 주도하에 2010년 7월에 이 전략을 발표했다.
이 전략은 전 지구적으로 대응할 필요가 있는 기후보호 및 에너지, 보건 및 영양, 이동성, 커뮤니케이션, 보안 등 5개 영역에서 총 11개의 과학기술 개발, 우선추진 과제(Forward-looking Projects)를 설정하였다. 과제를 설정한 11개의 분야는 이산화탄소 저감 및 에너지 효율화, 지능형 에너지 공급시스템, 신재생에너지, 신약 개발, 보건 연구, 노령화 연구, 전기자동차, 정보네트워크 보호, 에너지 저감형 인터넷, 디지털 지식확산시스템, 미래 노동시스템이다.
또한 새로운 제품 및 서비스 창출에 중요한 바이오, 나노, 마이크로 및 나노전자, 광학, 마이크로시스템, 재료, 생산기술, 서비스, 우주, 정보통신기술을 핵심기술(Key Technologies)로 선정하였고, 혁신친화적인 기업 환경의 조성을 위해 연구개발 결과의 기업화, 중소기업 경쟁력 제고, 표준화, 신기술 공공구매, 우수 연구인력 공급확대 등의 정책과제를 설정했다.

### 배경
독일은 세계경제위기로 인해 가장 큰 피해를 본 유럽국가 중 하나이다. 유럽연합 및 세계를 아울러 가장 큰 수출국이기도 한 독일은 경제위기로 인해 2009년 경제 성장률이 마이너스 5%를 기록하면서, 1945년 2차 세계대전 이후 여섯 번째로 마이너스 성장률을 기록했다. 특히 마이너스 5% 성장률은 70~80년대 발생했던 두 차례의 석유파동 보다 낮은 성장률이며, 처음으로 유럽연합 내에서 적자국으로 기록되었을 정도로 경제, 사회적으로 큰 타격을 입었다. 이를 타개하고자 독일정부는 폐차 프리미엄(Abwrackpräie, 9년이상 차량 보유자가 새 차를 구매할 경우 이전 차량 폐차 조건 하 2,500유로의 신차 구매금 지원)과 같은 정부 지원으로 최악의 상황은 피할 수 있었지만, 당시에는 2010년 상반기까지 실업률이 증가할 것으로 예상됐다. 이 기간에 약 4만 여개의 업체가 파산하였다. 경제위기 당시에 독일 정부는 재빠르게 두 차례에 걸친 총 4천 8백억 유로 규모의 구제 금융안 발표하였고, 아울러 새로운 성장 동력을 찾고 이를 통해 향후 세계시장 선점을 위한분야별 핵심 기술을 선정하며 첨단기술전략 2020을 수립했다.

### 목표
독일 첨단기술전략 2020의 주요 목표는 정보통신기술 도입 및 활용을 통하여 산업 경제 프로세스 전 분야의 국가경쟁력 강화, 디지털 인프라 및 네트워크 확장을 통하여 미래 서비스 및 산업 요구사랑에 적시 대처, 미래 인터넷에서 미디어 창작활동 지원 및 원저작자의 저작권 보호 강화, ICT (Information & Communication Technology) 분야 연구개발 지원을 확장, 연구개발 결과물의 시장 진출을 위한 제품화 및 서비스화 지원, 뉴미디어 활용을 위한 교육기회 및 역량 강화, ICT를 사회적 당면과제 (기후보호, 식량/건강, 이동, 행정, 정보통신) 해결 및 국민들의 삶의 질 향상을 위한 핵심기술로 활용이다.

### 주요 전략적 특징
1. 첨단기술전략 06 (High-tech Strategy for Germany)의 지속적인개발
2. 글로벌 당면과제 5대 수요분야 (기후/에너지, 건강/식량, 이동, 안전, 정보통신) 선정 및 해결을 위한 역량 집중
3. 5대 수요분야 대상 실행계획 수립 및 핵심 신기술개발을 위한 미래 프로젝트 지원
4. 산학연 협력 체제 강화 및 기술이전을 통한 혁심제품 개발 지원
5. 기업 내 혁신확산을 위한 제도개선 및 투자

## 5대 핵심 기술 개발 분야
독일의 첨단기술전략 2020에는 기후/에너지, 건강/영양, 교통, 안전과 다섯 가지의 핵심 기술 개발 분야가 있다. 먼저 기후변화와 에너지 부분에서는 지구온난화로 인해 점점 변해가고 있는 현재 기후에 적응 가능한 저탄소 녹색도시, 대체 원료연구 등의 문제들을 다룬다. 보건, 건강과 영양 분야에서는 의료구조와 음식연구를 다루며 교통 분야에서는 전동차 생산 목적으로 한다. 또한 안전 분야에서는 통신 네트워크 확보를 목적으로 하며 마지막 통신 분야에서는 디지털화, 지능화 개조 등을 목표로 한다.
< 5개 영역 >
| 영역 명칭   | "미래계획"에 대응한 내용 |
| ----------- | --- |
| 기후/에너지 | 저탄소, 에너지의 높은 효율 또한 기후에 적응할 수 있는 도시 지능화 개조로 에너지가 공급/ 석유의 대체 재생 가능한 원료 낮은 에너지 소모의 네트워크를 더욱 많이 사용할 수 있도록 |
| 건강/영양   | 창의적인 의료구조로 질병을 더욱 효과적으로 치료할 수 있도록 의도적인 음식연구로 더욱 건강하도록/고령인들도 혜택을 받도록                                                      |
| 교통        | 2020년까지 독일에 100만 대의 전동차가 되도록 |
| 안전        | 더욱 효과적으로 통신네트워크를 확보하도록 |
| 통신        | 지능화 개조 / 에너지절약형 네트워크 / 디지털화 / 지식산업화 |

이러한 5가지 목표를 실현하기 위해 더욱 구체적인 방안을 제시하며 미래계획 11개를 제시하였는데 그 내용은 다음과 같다.
독일 2020 첨단기술 전략 11개 미래계획 내용
| 중점미래계획                                                        | 주요내용 |
| ------------------------------------------------------------------- | --- |
| 1. 저탄소, 에너지의 고효율 또한 기후에 적응할 수 있는 도시로 되도록 | 시범지역의 발전상황을 해석하고 시범지역에서 새로운 기술과 새로운 서비를 채용하여 기술로 온실가스 배출감소와 자연적으로 온실가스 배출감소의 조치를 실현하도록 하여 재생에너지와 효능을 제고하는 조치의 사용을 촉진하여 건축, 교통, 생산설비와 도시 녹화에 응용하여 도시 기초시설의 지속 가능한 건설목표를 확정하여 기후변화의 영향을 예견할 수 있어 통일적으로 조치를 조정하고 최종적으로 저탄소 도시가 된다. |
| 2. 에너지가 공급하는 지능화 개조가 가능하도록                       | 2020년까지 독일 전기에너지 총 수요의 30%이상이 재생에너지 운영한다.. 지능전기망과 방대한 전기 에너지 저장능력이 필요로 한다. 새로운 네트워크 계획, 지능제어와 신형 정밀 저장기술을 채용하여 에너지 총 공급이 최고 수준에 도달하도록 하여 에너지 절약을 실현할 뿐만 아니라 안전과 환경보호의 공급을 보장한다.                                                                                                 |
| 3. 석유 대체재생 원료확보                                           | 화석에너지 물질 및 원료의 천연 저장의 보존과 합리적이고 개발 이용할 뿐만 아니라 재생에너지와 원료를 개발한다. |
| 4. 차별화된 의료를 통해 질병을 효과적으로 치료                      | 맞춤형 진료는 환자를 위해 더욱 효과적이고 또한 부작용을 줄이는 의료창조가능성을 제공할 뿐만 아니라 더욱 좋은 의료서비스를 개발하고 새로운 기업경영모델을 만들고 환자에 대한 보호 서비스를 높인다. |
| 5. 음식연구로 더욱 건강하도록                                       | 음식연구영역에 있어서 음식물과 인체 사이의 상호 영향과 식품의 의도적인 선택을 더욱 쉽게 이해하고 질병예방, 증상의 완화에 따른 생활질량을 제고한다. 새로운 음식연구추진계획은 식품의 새로운 품종을 개발에 유리하고 독일 식품공업의 국제경쟁력을 제고한다. |
| 6. 노령화 인구의 생활 안정화                                        | 인구변화에 따른 사회보장 체계가 가져온 변화는 노령화 문제에 직면하였다. 이에 대하여 노년의 생활질량을 제고하기 위해 창의성이 필요하다. |
| 7. 2020년까지 100만대 전동차                                        | 기후와 환경친화적인 자동차 제조업체 및 부품 공급업체의 프로젝트의 변화로 전동자동차 정보시스템과 인도시스템의 선두 시장이 되어야 한다. |
| 8.효과적인 통신네트워크                                             | 통신 네트워크를 광범위하게 운용하여 새로운 기술을 수요에 부합하는 새로운 서비스를 창립하여 기본 민주 가치관에 부합하는 해결방안을 개발한다. |
| 9. 저에너지 소모 네트워크 활용                                      | 2007년 정보와 통신기술의 전력 소모가 전국의10.5% 차지하였다. 2020년이 되면 20%로 상승한다. 저에너지용 새로운 컴퓨터 체계구조, 새로운 에너지 절약칩과 효능이 높은 소프트 프로그램을 개발하고 시장에 보급 |
| 10. 디지털화로 지식산업화 준비                                      | 클라우드 컴퓨팅의 건립을 통해 새로운 개발을 위한 연구기회를 얻을 수 있다. 클라우드 컴퓨팅은 서비스 네트워크 내에 있는 지식자원과 소프트의 대외사용을 위하여 효과적이다. |
| 11. 미래직업생활 노동력 사용                                        | 노동력의 가능 연령을 67세까지 연장한다. 취업 잠재능력을 현저히 제고하여 직업활동을 갖도록 한다. |

### 기후 변화와 에너지
기후변화와 에너지의 분야에서는 지구온난화로 인한 기후변화에 대한 지식기반 확대, 기후보호기술 및 적응 방안 활용을 목표로 삼았다. 저탄소 도시와 에너지의 효율적 활용 그리고 석유를 대체 할 수 있는 자원 개발과 같은 지속 가능한 개발이 주요 목표이다.
먼저 저탄소, 에너지 효율적, 기후변화적응 도시 건설의 부분에서는 빌딩에너지 시설의 이용을 현대화 시키며 지능적 에너지 망을 만드는 것을 현실화 시키려 한다. 독일의 새로운 기술과 새로운 설비를 채용하여 기술로 온실가스 배출감소를 현실화 시키고 자연적으로도 온실가스 배출감소의 조치를 실현하도록 한다. 또한 재생에너지와 효능을 제고하는 조치의 사용을 추진하여 건축, 교통, 생산설비와 도시 녹화에 응용하여 도시 기초시설의 지속 가능한 건설목표를 가능하게 하며 최종적으로 저탄소 도시를 건설한다는 것이다. 이 분야에 독일 정부는 최대 5.6억 유로를 투자할 계획이다.
이러한 저탄소도시와 더불어 지능형 에너지 공급을 현실화 하려고 한다. 실제 에너지 저장 이니셔티브, 에너지 공급망 이니셔티브, 태양에너지 건축 및 에너지효율도시 이니셔티브 추진을 계획 중이며 3.7억 유로를 투자할 계획이다.
또한 독일은 한국의 경우와 마찬가지로 에너지 수입의존도가 다른 여러 유럽국가에 비해서 대단히 높은 편이다. 석탄을 제외한 석유등의 화석연료 매장량이 다른 유럽 국가들에 비하여 현저하게 떨어진다. 석유 매장량이 점점 바닥을 보이고, 대체에너지의 발달이 필요한 현재의 상황에서 석유를 대체할 수 있는 자원 개발에 힘쓰고 있다. 독일 정부는 보유 자원을 보다 효율적으로 사용하며, 지속가능한 경제 기반을 성공적으로 이루기 위한 효율 증진, 신재생에너지 기반 사회에 대한 연구를 시작하였다. 대표적인 예로 독일은 바이오매스 개발에 힘쓰고 있다. 기존의 곡물 경작지 수확량을 최적화해 식량 생산에 영향을 주지 않고서도 바이오매스 작물 수확을 늘리는 한편 식용으로 사용할 수 없는 곡물 줄기 부분을 효율적으로 사용할 수 있는 방안 모색하여 그들의 에너지 분야 2020 계획을 실행해 나가고 있다. 또한 바이오매스 사용을 최대화할 수 있는 새로운 바이오연료 정제 공정 구축하려고 하고 있다. 이러한 바이오 매스 개발에 독일 정부는 5.7억 유로를 투자할 계획이다.

### 건강과 영양
건강과 영양 분야에서의 가장 큰 목표는 건강･의료기술, 영양･농업･소비자보호를 위한 연구개발이다. 세부적으로 맞춤형 의료진료, 식단을 통한 질병예방과 건강 증진, 그리고 노인인구의 생활 지원 등이 있다.
먼저 독일은 개인 맞춤형 진료를 통하여 효과적인 질병치료를 하고자 한다. 기초연구･임상연구･실제적용이 지속적으로 연계될 수 있는 연구 프로젝트, 시스템 생물학, 재생의학 및 계산 뇌과학 분야, 질병 예방을 위한 영양학 연구 분야, 그리고 임상 실험분야를 추가적으로 지원하며 개개인의 특성에 맞는 치료방법을 알아내고자 한다. 이러한 맞춤형 진료를 통하여 현재의 의료기술의 한계로 인하여 환자개개인에게 일어날 수 있는 부작용의 정도를 줄일 수 있으며 환자를 더욱 보호할 수 있다. 또한 의료산업 분야의 새로운 기업경영 모델이 만들어진다.  독일 정부는 이 분야에 3.7억 유로를 지원할 계획이다.
질병예방･합리적 식단을 통한 건강 증진과 최적화된 식단을 통한 다이어트를 통한 건강개선도 건강과 영양 분야의 목표 중 하나이다. 이 분야에서는 음식연구와 식품 재료와 인체 기관의 상호작용 연구하므로 식품의 올바른 선택과 섭취를 통해 질병을 예방하고 더 효과적으로 환자를 치료할 수 있도록 하고 있다. 이러한 음식연구와 식품재료연구를 통하여 인체에 도움이 되는 새로운 식량 품종개발에 도움이 될 수 있으며 이후 국제적으로 독일의 식품공업이 경쟁력을 지닐 수 있도록 할 수 있다. 독일 정부는 이러한 첨단기술 2020전략을 가능하게 하기 위해 이 분야에 9천만 유로를 투자할 계획이다.
건강과 영양 분야의 마지막 계획은 고령자의 자립적 생활 지원이다. 지속적인 연구를 통해 고령화의 생물학적 메커니즘 규명하고 이를 통해 건강한 노령화 지원한다. 노령자의 안전하고 자립적인 생활을 위해 연령에 맞는 지원 시스템과 이동･통신 기술 개발 하고자 하며 고령인구들의 삶의 질을 높이려 한다. 이러한 부분의 연구에 독일정부는 3억 5백만 유로를 투자하고자 한다.

### 교통
독일의 첨단기술전략 2020의 교통부분에서는 자동차･교통(해양교통 포함) 기술, 교통 연구를 목표로 한다. 이러한 연구 등을 통하여 지속가능한 교통을 구축하는 것이 목표이다.
전기자동차 기술, 수소연료전지 등의 에너지 저장 기술, 운전자 지원 시스템 등의 연구개발을 통해서 2020년까지 100만대의 전기 자동차를 생산하는 것이 목표다. 이렇듯 독일의 첨단기술전략 2020의 초점은 전기자동차에 맞추어져 있다.
전기자동차에 대하여 독일은 이미 100여년 전부터 내연기관 및 관련 부품산업의 계 시장 점유율이 약 25%에 이를 정도로 전통 내연기관 차량의 강자였었다. 친환경, 이산화탄소 배출  절감, 신재생에너지를 이용한 전기자동차 또는 수소 연료전지 자동차의 개발이 가속화 되면서 과거의 위상을 지키기 위해 여러 가지 부족한 조건에 대한 기술개발에 박차를 가하고 있다.
이 분야의 세부적인 계획으로서는 2020년 100 만 전기자동차 보급 프로그램이 있다.
전기자동차의 핵심 부품인 배터리의 경우는 이미 일본, 한국 및 중국이 주도하고 있는 시장의 규모가 95%이상이기 때문에 독일은 이 부분의 경쟁을 뚫기는 불가능 하다고 판단하고 있으며, 대신 BMW, AUDI, VW 또는 Daimler 등과 같은 자동차 업계와 공급계약을 맺는 등의 간접적인 투자를 하고 있다.
또한 독일은 2020 전기자동차 100만 보급을 위해 다음과 같은 3단계를 거칠 계획을 하고 있다.
계획은 다음과 같은 단계로 나뉜다.
- 2012~2014년 : 1 차 시장활성화 단계
- 2015~2018년 : 2 차 시장 개발 및 확장단계
- 2019~2020년 : 3 차 시장 진입단계
이렇게 2~3년 단위로 나누어 매 차당 연간 3만 / 10만 / 25만 대 보급능력을 갖추며 10만 / 50만 / 50 만 대 수준의 생산능력을 갖출 수 있도록 계획하고 있다. 또한 개인용, 공공기관 용 또는 상업용 충전소 등과 같은 인프라스트럭처 구축 그리고 구매자 또는 판매/생산자에 대한 제원 등에도 투자하고 있다.
독일은 이러한 전기자동차 생산 분야에 21억 유로 가량의 돈을 투자 하고 있으며 그 밖에도 항공기술 개발 프로그램, 해양물류 기술 마스터플랜 수립, 저소음 철도 물류 연구개발등과 같은 지속 가능한 교통기술 발달에 힘쓰고 있다.

### 안전/보안
안전 및 보안 분야의 혁신 목표는 국민안전을 보장하고 중요한 사회 인프라를 보호, 유지하는 것이다. 그 내용을 살펴보면 우선 통신망 보호의 강화를 위해 신분위조와 가짜 웹사이트 등의 사이버 범죄에 대응하여 신분을 확인하고 안전한 클라우드 컴퓨팅이 이루어질 수 있도록 기술을 개발하고 있다. 또한 중요 IT 인프라 및 기초 연구의 보안을 위한 기술을 개발하고 있다.
주관 부처는 연방교육연구부(BMBF)와 연방내무부(BMI)이며 최대 투입예산액은 6천만 유로이다.

### 정보통신
정보통신 분야의 혁신 목표는 사회적 임무에 대한 실행 및 정보통신기술 분야의 경쟁력 고취, 그리고 정보기술보안의 강화이다. 주관 부처는 연방경제기술부(BMWi)와 연방교육연구부(BMBF)로 구분된다. 우선 연방경제기술부에서는 웹에 기반하여 기업 서비스를 제공하면서 정보 접근 방식을 간단히 하고 데이터와 새로운 지식을 연계하며 새로운 인터넷 서비스 시스템을 개발하고 있다. 더불어 디지털 기업을 위한 소프트웨어 혁신, 그리고 클라우드 컴퓨터를 위한 관계자들의 다양한 의사교환이 가능한 장을 마련하고 있다. 다음으로 연방교육연구부에서는 ‘인터스트리 4.0’을 추진하면서 ICT의 발전으로 산업 자동화가 크게 발전하고 있는 가운데 지능형 생산 시스템을 감추고 생산시설들을 네트워크화하는 지능형 공장을 구축하고 있다. 최대 투입예산액은 2억 유로이다.

## 기술 혁신을 위한 환경조성 및 제도개선
기술 혁신을 위한 환경 및 제도 개선에 앞서, 첨단기술 전략 2020 사업의 지원을 받기 위해 전제되어야 할 조건은 다음과 같다.
- 중소기업의 혁신 연구 계획

- 학술 및 기술 개발을 가속화할 수 있는 중소기업을 중심으로 한 산학 협동 프로젝트

- 다수의 중소기업 연합 프로젝트

- 생명공학 분야 중소기업과 非생명공학 분야 기업 간의 협력 사업

- 중소기업과 대기업 간의 협력 관계(특히 중소기업의 역할이 강조되는 방향으로)
위 5개의 조건을 만족하며 부가가치 창출에 기여할 수 있는 경우 지원을 받을 수 있는 자격이 부여된다.
이에 부합하는 대상에 대해 독일 정부는 첨단기술 전략 2020 기술 혁신을 위해  4개 부문 (경제적 제도 개선, 사회적 분위기 조성, 교육 부문 환경 조성, 국제적 협력 관계 및 제도 형성)에서 환경조성 및 제도 개선을 시행하고 있다.

### 경제적 제도 개선
먼저 독일 정부는 혁신적 기업의 육성을 위해 기업이 자금조달을 하는 데에 있어 여건을 개선하고 세제 혜택을 도입, 표준화 등을 추진하고 있다.
- 벤처캐피탈 시장을 강화하고 연구개발에 대한 세제 혜택*을 도입 

(* 세제 혜택은 연방정부 재정 상황과 경제 전망을 고려해 실행 결정)

- 제품･서비스의 투명성, 일관성, 품질, 지속가능성을 보장할 수 있도록 표준화를 추진

- 이노베이션 다이얼로그*, 연구혁신전문가위원회** 등을 통한 연구혁신 자문 서비스를 제공

(* 이노베이션 다이얼로그(Innovation Dialogue) : 수상, 교육연구부 장관, 경제기술부 장관이 과학계 및 산업계 고위급 대표들과 만나 새로운 혁신 정책에 접근하는 전략적 방식에 대해 논의 ** 연구혁신전문가위원회(EFI) : 연방교육연구부가 임명하는 6명의 전문가로 구성되어 있으며, 연방정부의 연구･혁신･기술 정책 이슈에 대한 자문을 실시)

또한 사업화를 촉진하기 위한 방안으로서 아이디어를 신속한 혁신으로 연결하기 위한 산학 연계를 강화하고 있다.  

- 이를 위해 독일건강연구센터는 중개연구를 기반으로 기초연구부터 임상, 혁신적 치료법 개발에 이르는 활동들을 연계해 연구결과가 수익성 있는 의약품･치료법으로 발전될 수 있도록 지원하고 있다.

- 더불어 연방교육연구부는 ‘07년 신설한 ’선도 클러스터 대회(Leading-Edge Cluster Competition)‘를 통해 15개 클러스터를 선발하고 총 12억 유로를 지원함으로써 클러스터 내 소재하는 연구소･대학･기업의 협력을 촉진

※ 선발된 클러스터들은 첨단기술전략에서 추진하고 있는 5대 수요 분야의 미래 프로젝트에 참여. 이러한 클러스터들에 소재하는 연구소, 대학, 기업 등 350개 파트너들이 프로젝트에 협력. 전체 예산은 정부가 6억 유로, 프로젝트 참여 기업들이 6억 유로를 조달.

### 사회적 분위기 조성
○ (국민과의 소통) 연구･혁신에서 비롯된 신기술이 국민 생활에 미치는 영향과 관련해 국민들과의 소통을 지속･강화   

- 연방교육연구부는 ‘미래 기술’이라는 국민과의 대화 플랫폼을 마련해 국민들이 과학･산업･사회 전문가 및 의사결정자와 의견을 나눌 수 있도록 지원
□ (과학 역량 강화) 독일 연방･주 정부는 과학 역량 강화를 위해 개혁 이니셔티브를 추진하는 한편, 과학자유법(Scientific Freedom Act)을 통해 非대학 연구 여건을 개선
○ (개혁 이니셔티브) 학술적 교육 기회 확대하는 고등교육협정, 선도 대학과 해당 대학 내 주니어 과학자들을 지원하는 엑셀런스 이니셔티브, 非대학 연구를 지원하는 연구혁신공동이니셔티브를 추진
<표> 독일의 3대 과학 개혁 이니셔티브
| 정책명                                                               | 내용 |
| -------------------------------------------------------------------- | --- |
| 고등교육협정 (Higher Education Pact)                                 | ▸양적인 부분에서 학술적 교육훈련 기회를 확대 - 연방정부는 1단계 사업기간인 '07∼'10년 동안 대학 신입 정원을 18만 5천명 늘리고, 2단계 사업기간인 '11∼'15년 동안 최소 47억 유로를 투입해 32만∼33만5천명의 신입 정원을 확대할 예정 |
| 엑셀런스 이니셔티브(Excellence Initiative)                           | ▸과학적으로 선도적 위치에 있으며, 생산적, 국제적으로 명성을 갖춘 대학과 해당 대학 내 주니어 과학자들을 지원 - '06∼'07년 동안 190억 유로 규모                                                                                   |
| 연구혁신공동이니셔티브(Joint Initiative for Research and Innovation) | ▸非대학 연구의 발전을 강화 - 헬름홀쯔(HFG), 막스플랑크(MPG), 프라운호퍼(FhG), 라이프니쯔(WGL) 등 4대 공공연구기관과 독일연구협회(DFG)에 대해 '11∼'15년 동안 예산지원을 매년 5%씩 증액                                          |

○ (과학자유법) 예산, 인력, 자금조달과 관련해 非대학 연구기관의 자율성을 최대 보장
- 인력, 자재, 장비, 투자펀드 등에 관한 독립적 예산 사용에 대해 필요한 자율권을 보장
- 우수 인력 유치를 위해 상업적 매출, 기부, 사모펀드에서 나오는 자금으로 급여의 일부 충당이 가능

### 교육 부문 환경 조성
2008년 독일 연방･주 정부는 2015년까지 GDP의 10%를 교육･연구에 투자한다는 내용을 골자로 하는 독일 퀄리피케이션 이니셔티브(Qualification Initiative for Germany)를 발표 및 추진했으며 2011년부터는 인구 노령화에 따른 숙련 인력 부족 문제에 대처하기 위해 ‘노동시장 전체의 숙련인력(skilled labour) 확보’를 추진하고 있다.
독일연방 정부는 청년층의 교육훈련과 장년층의 능력 향상을 목표로
①일자리 활성화･보장
②직장과 가정생활의 조화
③모든 국민들에게 교육 기회 부여
④직업 교육훈련
⑤숙련인력의 이민 장려
등을 추진하고 있으며 이와 관련된 독일교육연구부(BMBF)의 기능 및 업무는 다음과 같다.
<표> 독일 연방정부의 교육훈련 정책 프로그램 사례
| 프로그램명                             | 내용 |
| -------------------------------------- | --- |
| 잡 스타터 (JOBSTARTER)                 | 연방교육연구부는 청년들이 직업을 준비하는 공간을 확보 및 확대하기 위해 주정부와 협력하여 대학 정원을 확대                          |
| 교수 개선 협약 (Quality Teaching Pact) | '20년까지 20억 유로를 투입해 대학 교원의 처우를 개선하고 교수(teaching)의 질을 개선                                                |
| 바푁(BAföG)                            | 저금리 학생 생활지원 대출금 프로그램으로 '10년 290억 유로가 지원 - 지원 대상 학생은 '05년 1만 6,400명에서 '11년 3만 7천명으로 증가 |

◦ 독일교육연구부(BMBF) 기능 및 임무
- 첨단기술 전략 관련 업무 총괄 및 예산 지원
- 실행계획 수립 및 핵심 신기술개발을 위한 미래 프로젝트 지원 총괄

### 국제 협력적 제도 방안
독일 첨단기술전략 2020 혁신 프로젝트의 주요 목표 중 하나는 첨단산업 부문에서의 독일의 글로벌 입지강화이다. 따라서 국제 협력 촉진을 위해 독일 연방정부는 '08년 ‘과학･연구 국제화 전략’을 채택했으며 연구･혁신 분야에서 국제협력의 중요성이 증대함에 따라 국제화 부문에서의 제도 개선이 더욱 더 활기차게 이루어지고 있다.
‘과학･연구 국제화 전략’은 세계 최고의 연구자 간 협력 강화, 국제적 혁신을 향한 개발, 장기적 관점에서 개발도상국과의 협력 강화, 글로벌 과제 해결을 위한 국제적 차원에서의 기여 등을 목표로 추진되고 있으며 독일 연방정부는 기업･대학･연구기관이 연구 주도적 혁신에 글로벌 지식을 적용하는 한편, 국제 시장에서 타 국가의 소비자들이 독일 제품 및 서비스의 우수성을 인지하도록 경제적으로 지원하고 있다.

## 기대효과
독일의 첨단기술 전략은 2006년에도 시행된 바 있다. 첨단기술 전략 2006의 주요성과를 살펴보자면 

- 기업의 연구개발 투자비 증가: 매년 75억 유로증가 (2007∼2008년)

- 기업의 연구개발 분야 종사자 수 증가: 2008년 기준 3.3만 명

- 정부의 연구개발 집중도 제고: 2008년 기준 2.7% (독일 통일 이후 최고치)

- 독일 기업의 약 30%가 첨단기술 전략 2006이 자사의 혁신에 긍정적인 영향을 주었다고 평가

이를 바탕으로 첨단기술 전략 2020의 기대효과를 예측해보면 다음과 같다.
◦ 우선 창업조건 개선 및 창업지원 강화가 가능해진다.

- 중소기업 및 벤처창업 기업 혁신에 필요한 재정지원 강화

- 유한회사법(GmbH) 개정을 통한 우수기술 분야의 창업동력 강화

- 하이테크 창업펀드를 통한 청년 창업 및 벤처 투자 확대

◦ 또한 중소․중견기업 지원을 강화할 수 있다.

- 중소기업들의 지속적인 연구개발 참여와 중견기업의 혁신역량 확장및 중소기업 간, 산학 간의 지속적인 네트워크 강화

- 시장지향형 선도 기술 연구 풍토 조성

◦ 공공 조달을 통한 혁신 지원

- 혁신지향적인 공공 조달 시스템 체제 확립

- 공공 조달 시 혁신 제품 및 혁신 기술 중점 활용

◦ 지적재산권 보호 강화

- 대학 및 창업 기업에 대한 특허 자문 및 출원 지원

◦ 혁신 동력으로서 규격의 표준화

- 규격화와 표준화를 통한 제품 및 서비스의 품질, 안전성, 지속가능성 평가의 효율성 제고

- 기업 연구 및 혁신 프로세스 단계부터 규격화와 표준화를 고려, 연구개발 결과의 용이한 기술이전 및 중소기업의 시장개척 및 시장진출을 가속화

- 연구 혁신 지원 프로그램에 규격화 및 표준화 잠재력을 반영

◦ 효율적인 지식 및 기술 이전

- 연구소와 기업 간의 협력 강화 및 산학연 교류 촉진을 통한 지식 및 기술이전 강화

- 하이테크 전략 1단계부터 지원되어 온 우수 클러스터, 혁신 협력관계 지원 지속 및 혁신 잠재력 평가 등으로 효율적인 혁신 창출

- 연구결과의 신속한 상용화 도출

## 현황

### 진행현황
하이테크 전략 2020의 주요 실행계획 실천 방안은 글로벌 과제 해결을 위해 선정된 5대 수요분야별로 핵심 미션에 초점을 두는 미션 지향형 연구 및 혁신 정책 추진하고 있다. 각 수요분야별 우선순위가 높은 해결 이슈별로 향후 10-15년 안에 연구개발결과를 내는 ‘미래프로젝트’ 발굴 및 지원하고 있고, 특히 클러스터 혹은 네트워크 및 중기업 육성에 중점을 둔다.

### 주요 분야별 예산 배정 현황
□ 독일 연방정부의 예산 편성 모델: “Top-Down"
독일연방정부는 지난 ‘10년 7월에 ’11년도 예산안 확정 및 ‘14년도까지의 재정 계획 수립 시에, ’11년도부터 적용되는 독일기본법 115조 (국가재정 기획 및 국가부채 상환 관련법)에 따라, 연방정부 부처 및 산하 기관의 예산 편성에 [Top-Down] 방법을 적용하기로 결의하였는 바 이에 따르면, 독일연방정부는 정부차원에서 (연방재무부 주도) 해당연도 소요예산 재정규모를 확정하고, 이를 바탕으로 개별 정부부처가 내부적으로 해당 부처의 살림규모 및 추진정책/사업 등에 대한 예산을 할당하도록 하였다. 따라서, 신규 정책 및 관련 실행사업 추진 시에, 기존 정책 및 사업에 필요한 예산과 적절한 분배과정을 부처 내부적으로 가진다.
□ 첨단기술전략2020 정책 예산 편성 현황
‘10년 이전에 결정되었던 첨단기술전략 및 기존의 ICT분야 정책들의 경우8), 정책수립 시 해당 정책 및 관련 사업들에 필요한 예산확보가 이뤄졌던 것과는 달리, ’10년 하반기부터는 정책9)발표 시에 관련 소요예산 편성 및 확정에 대한 언급이 없다. 이는 위의 독일연방정 "Top-Down" 예산편성 모델에 기인한 것이다. 한편, 예산 변경 또는 균형분배 필요성으로 인한 정책조정은 연방정부 및 주정부 재무부 장관 및 연방경제기술부 장관으로 구성된 ‘국가예산균형위원회(Stabilitatsrat)’에 의하여 필요성이 검토되고, 관련 조정이 이루어졌다. 첨단기술전략2020의 주요 분야별 ‘11년도 예산 편성의 특징을 보면, (1) 5대 수요분야에 대한 예산은 첨단기술전략‘06과 같은 맥락으로 지속적으로 배정되고, 이에 추가로 (2) 산.학.연 협력 강화 및 (3) 기술이전 등을 통한 기업의 혁신역량 강화에 집중적으로 신규 예산이 배정되었다. 첨단기술전략2020의 5대 수요 분야 육성 및 주요사업 추진 관련, BMBF와 BMWi 연방정부부처의 ’11년도 예산 총규모는 약 21억 유로로써, 이 ‘10년도 대비 9%, ’09년 대비 30%가량이 증가한 규모이다.
| 5대수요분야 및 주요전략적 투자분야     | 2011년    | 2010년    | 2009년    |
| 기후/에너지                            | 535,267   | 438,837   | 370,215   |
| 건강/식량                              | 399,532   | 397,527   | 329,877   |
| 이동                                   | 197,021   | 184,621   | 154,596   |
| 안전                                   | 70,643    | 68,843    | 52,896    |
| 정보통신                               | 356,020   | 390,780   | 331,950   |
| 독일기업 기술개발 및 혁신지원사업      | 325,979   | 273,639   | 237,791   |
| 산.학.연 협력 및 기술이전을 통한 혁신  | 131,348   | 93,008    | 73,763    |
| 연구교육분야 국제협력 및 독일 입지강화 | 77,940    | 72,190    | 58,661    |
| 합계                                   | 2,093,750 | 1,919,445 | 1,609,749 |

## 시사점
독일 첨단기술전략 2020에는 기후변화 대응, 고령화, 에너지 등 글로벌 이슈에 대응하는 내용이 다수 포함한다.
● 글로벌 차원의 이슈 해결뿐만 아니라, 독일 국내 차원의 사회적, 경제적 차원의 기술혁신 방안을 포괄

● 일본 Innovation 25에서도 단기과제로서 환경/에너지 등 일본 과학기술력에 의한 성장과 국제 공헌을 제시

- 중장기과제로는 예방, 건장증진 중심의 의료시스템 전환 및, 세계적 이슈해결에 공헌하는 사회 형성 등을 선정
● EU 제7차 Framework Program에서도 9개의 핵심 연구분야에 에너지를 비롯하여, 기후변화를 포함한 환경분야 포함
또한, 577전략 및 미래비전에서도 삶의 짊 향상 및 글로벌 이슈대응을 위한 과제가 일부 포함되었다.
● 577전략에서는 현안관련 특정분야 연구개발강화 (신종질병, 유가급등 등 경제·사회적 현안문제 해결을 위한 과학기술 역할강화) 및 글로벌이슈관련 연구개발 추진 (에너지·자원, 기후변화 등 글로벌 이슈 대응 및 관련 미래시장 선점)을 국가 중점과학기술 분야로 선정
● 2040과학기술 비래비전에서는 수명연장 및 건강한 고령화를위한 의료기술개발, 재난예방기술개발의 중요성을 제시
- 제3차 과학기술기본계획의 수립에는 글로벌 국가 경쟁역량 강화뿐 만 아니라 사회적 문제해결을 위한 정책을 강화할 필요
● 특히, 자연재해 등 국내외 재난에 대한 과학기술 대응역량강화 및 예측, 저감 기술개발이 강화 될 필요
●스마트 폰, KTX 등 이동성(Mobility) 지향 기술의 발달에따른, 보안(Security) 및 안전(Safety) 기술 적극 개발 필요

## 결론
독일 첨단기술전략 2020의 모든 분야에 공통적으로 적용되는 목표의 공통점은 ‘이산화탄소 배출최소화’ 그리고 ‘지속가능한 발전’에 그 기반을 두고 있다. 특히 교통 및 물류분야와 환경및 에너지 분야에 많은 투자와 연구개발이 이루어지고 있다.
무엇보다도 연방정부의 연구개발 지원 대상이 대부분 중소기업이며, 정부는 이런 중소기업을 연구 주제나 단위 별로 클러스터를 구성하여 관련 업종의 경쟁력을 강화하는 등의 정책을 펴고 있다. 여기에 덧붙여 미래를 위한 정책 중 세계 기술시장 선점 및 효율적인 시장 확장을 위해 제품이나 기술에 대한 국제 표준이나 기준 제정을 지원하기로 하였다. 이 정책 역시 중소기업에 우선적으로 지원하기로 하는 등 중소기업이 세계 시장에서 경쟁력을 가질 수 있도록 정부차원에서 지원을 약속했다.
이런 독일 연방정부의 핵심 프로그램이나 정책은 현재의 환경 및 경제, 사회적 문제 해결에 그치지 않고 향후 차세대 성장 동력으로서의 경쟁력을 갖출 수 있도록 끊임없는 정책 개발과 국제 사회와의 협력을 통해서도 여러 협력국가, 특히 아시아 및 아프리카 대륙의 개발도상국, 동조 및 긍정적인 협력을 얻어내고 있다.

## 참고 자료
BMBF (2010) Hightech-Strategie 2020 fur Deutschland
지식경제부 정책커뮤니티 온라인 https://web.archive.org/web/20110604135658/http://www.mke.go.kr/
한국외국어대학교. 독일의 지역혁신정책 특징과 정책통합적 요인 분석. 2011
AIRI, 신성장동력 육성정책 비교․분석 및 감사 시사점, 2011
KIAT, 독일 연방정부 첨단기술전략 2020 분석, 2011
KIAT, 독일 연방정부 2012 R&D 예산, 2012
KIAT, 독일의 첨단기술전략 2020, 2011
KISA, 독일 방송통신 정책 보고서, 2011
KISTEP, 글로벌 금융위기 이후 주요국의 신성장동력 추진 현황 및 정책적 시사점, 2011
KISTEP, 독일 첨단기술전략 ｢HTS 2020｣, 2011
NSTC, 선진국의 과학기술 관련 종합조정체계 및 주요 혁신정책 동향 분석, 2009
코네틱리포트  기후변화대응기술 분야  “개념, 혁신 그리고 성장: 2020년 독일의 첨단기술전략”  독일 IP: 한승용
독일 연방교육기술부 (2012.11)
선진국의 미래 산업 육성정책 (KORTA)
독일 연방교육기술부 (2012.11)
[네이버 지식백과] 독일의 첨단기술전략 [High-tech Strategy for Germany] (독일 개황, 2011, 외교부)